# 尤姓
尤姓是南中國的姓氏，始自10世紀，在百家姓中排第19，台灣第八十五大姓，在大陸當代姓氏中排第124位，約佔大陸漢族人口的万分之六，多生活在南中國一帶。

## 來源
按照目前大部分尤氏观点：尤姓原姓沈。五代之初，梁帝朱温于公元909年册封武威军节度使、福建观察使王審知为闽王，因審、沈二字同音，福建境内一部分沈姓族人為了避諱，將自己的姓改為「尤」。宋代李綱於《梁奚谷漫錄》指：「系出沈姓，五代王審知據閩，閩人沈姓者，避沈音，去水改尤氏」。根据泉州尤氏观点，首先避讳改姓之人名為沈思禮，原名沈诚，生于河南光州，唐末天下大乱，其幼年与亲族随王绪、王潮的民变军队南下进入福建，后為王審知女婿。公元924年护送王审知入京进万寿节，后唐庄宗李存勖封其为唐驸马都尉，他为尊崇其岳父威望，避讳闽王名字“审”“沈”谐音，把沈姓去掉三点水，改为“尢”姓（即尤的繁写），成为尤姓的得姓始祖。今福建省南安市省新镇南廳有尤（沈）思禮與夫人王郡主的陵墓，俗稱「駙馬墓」。但据史料查证王审知自公元885年随军入闽至公元925年离世，终身未返战乱多事之中原。1981年出土的王审知墓志铭记载了他的四名女婿，其中亦无尤思礼。尤思礼为王审知女婿因讳改姓一说始现于距五代六百年之后的明代尤氏族谱，之后流传甚广，目前大部分尤氏皆奉尤思礼为得姓始祖。
根據避讳改姓这一說法，尤姓的祖源與沈姓相同。《姓纂》指，沈姓為黃帝的後裔，源自周文王的第十子晡季，因為食采於沈國而得姓。當時的沈國大致位於河南省汝南縣東南至安徽省阜陽縣西北一帶地方。
除避讳改姓一说外，尚有史料记载尤姓自古即有：据《后汉书·卷七十七》和《傅山全书·六卷》等所载，东汉时有尤来，汉人外孙之鄯善王尤还，龟兹王尤利多，其中尤利多叛汉后被班超废黜并遣送洛阳。又据西晋史学家陈寿所作《三国志》卷六十贺齐传：（建安）二十一年，鄱阳民尤突受曹公印绶，化民为贼，陵阳、始安、泾县皆与突相应。齐与陆逊讨破突，斩首数千，余党震服，丹杨三县皆降，料得精兵八千人。拜安东将军。 《三国志》卷五八陆逊传：鄱阳贼帅尤突作乱，复往讨之，拜定威校尉，军屯利浦。上述这些尤氏均为五代前见诸史册之人物，其中《三国志》记载的尤突最为重要，鄱阳秦时设县东汉置郡，开化较早久为汉人农桑之地，不似江南内陆山区尚有越人居住，所以陈寿书其为鄱阳民尤突，而未书为鄱阳越人尤突，但其后无世系可考。
另外以贵州为主的少部分尤氏及其分支犹氏认为：尤姓并非起源福建。在公元909年王审知据闽称王、福建沈姓去水改尤的三十五年之前，即公元874年，山西寿阳尤氏崇仁、崇义、崇礼兄弟，三人皆任唐朝都总管之职，奉唐僖宗之诏督师征讨南诏国占领的播州（今渝南黔北之地），克复之后敕封尤崇义为世袭播州宣慰使司职，镇守黔中翁水，至今陵墓仍在，县志与族谱可考其事迹，贵州尤氏亦多奉尤崇义为祖。
另有少部份尤姓人則是仇姓人士所改，許多仇姓人士認為「仇」字有施暴之意，不祥，因而改為尤姓。一說春秋时期「仇」、「尤」，皆「怨」也，音义相通，都是怨忿之义，因此亦有称尤氏者，读音作qíu(ㄑㄧㄡˊ)，今读作yóu(ㄧㄡˊ)亦可。
除了漢族的尤姓外，亦有少数民族取本族老姓之首个音节汉化为尤姓，如蒙古族之猷佳氏，满族之猷格理氏和佑祜鲁氏，赫哲族之尤可勒氏，台灣原住民、佤、苗、羌等民族亦有尤姓。

## 分布
在北宋時，尤姓寥若晨星，直至宋真宗天禧年期（1017年—1022年），其後辈人才开始光芒四射，《常州府志》記載，宋真宗時，泉州晉江人尤叔保舉家遷往浙江常州府無錫，子大公，孫尤輝，曾孫尤著，玄孫尤袤、尤梁，尤袤子尤概，孫尤焴、尤耀，曾孫尤冰寮均名載史冊。
到了宋元之戰時，蒙古鐵騎南侵，趙宋喪師失地，節節敗退。尤姓族人大舉遷移至廣東、江西、湖北、湖南等地，北方落入外族統治後，政治相對穩定，部分尤姓人亦舉家北上。其中，戰亂時，大批難民湧入相對穩定的山西，致使山西成為人口稠密旳地區，明初政府為鞏固新政權和發展經濟，50年間八次大規模遷移山西移民到不同地區，當中就包括尤姓，被分遷於北京、江蘇、安徽、湖南等地。
目前尤姓人以福建、潮州和江蘇兩地最多，而福建、潮州亦因鄰近海岸，近百年其族人進一步遷徙至海外，並見於台灣、越南等地。在越南胡志明市南部的美湫市（Mỹ Tho，又稱美拖）一帶，就有一批尤姓族人群居，來自潮州饒平。尤姓在越南語漢越辭的正規拼法為Vuu。而在菲律賓創立超拼音編碼系統的尤扶西，則來自福建泉州晉江，反映其族人近代的遷徙路線。